# Gertrud Regus
Gertrud Regus (Hallstadt, 1962. május 28. –) német női nemzetközi labdarúgó-játékvezető.

## Pályafutása

### Nemzeti játékvezetés
Játékvezetői vizsgáját követően lakókörzetének labdarúgó-szövetsége által üzemeltetett labdarúgó bajnokságokban kezdte sportszolgálatát. A Német Labdarúgó-szövetség (DFB) Játékvezető Bizottságának (JB) minősítésével a 3. Liga bírója, majd az 1995/1996-os szezonban a 2. Bundesliga partbírója. Küldési gyakorlat szerint rendszeres partbírói, majd 4. bírói szolgálatot is végzett.

#### Nemzeti kupamérkőzések
Vezetett kupadöntők száma: 1

##### Német női labdarúgókupa
| Időpont         | Helyszín                 | Mérkőzés típusa | Mérkőzés                       | Eredmény | Nézők száma |
| --------------- | ------------------------ | --------------- | ------------------------------ | -------- | ----------- |
| 1992. május 23. | Olimpiai Stadion, Berlin | döntő           | FSV Frankfurt (női)–TSV Siegen | 1 – 0    | 30 000      |

### Nemzetközi játékvezetés
A Német labdarúgó-szövetség JB terjesztette fel nemzetközi játékvezetőnek, a Nemzetközi Labdarúgó-szövetség (FIFA) 1991-től tartotta nyilván bírói keretében. A FIFA JB központi nyelvei közül a németet beszéli. Az első német női játékvezető, akit nemzetközi mérkőzéseken foglalkoztattak. Több nemzetek közötti válogatott és klubmérkőzést vezetett, vagy működő társának partbíróként, majd 4. bíróként segített.
| Időpont            | Helyszín                | Mérkőzés típusa           | Mérkőzés          | Eredmény | Nézők száma |
| ------------------ | ----------------------- | ------------------------- | ----------------- | -------- | ----------- |
| 1991. augusztus 28 | Weil am Rhein, Freiburg | első nemzetközi mérkőzése | Németország–Svájc | 3 – 1    | 2700        |

#### Női labdarúgó-világbajnokság
Az 1991-es női labdarúgó-világbajnokságon a FIFA JB partbíróként alkalmazta. A kor elvárása szerint az egyes számú partbíró játékvezetői sérülésnél átvette a mérkőzés vezetését. Három alkalommal egyes számú, 3 alkalommal 2. számú pozíciós küldést kapott. Partbírói mérkőzései világbajnokságon: 6.
| Időpont            | Helyszín                  | Mérkőzés típusa              | Mérkőzés                                        | Eredmény                  | Nézők száma |        |
| ------------------ | ------------------------- | ---------------------------- | ----------------------------------------------- | ------------------------- | ----------- | ------ |
| 1991. november 17. | New Plaza Stadion, Foshan | csoportmérkőzés (B. csoport) | Japán–Brazília                                  | Lu Csün                   | 0 – 1       | 14 000 |
| 1991. november 19. | New Plaza Stadion, Foshan | csoportmérkőzés (B. csoport) | Japán női labdarúgó-válogatott–Svédország       | Gyanu Raja Shresta        | 0 – 8       | 14 000 |
| 1991. november 21. | New Plaza Stadion, Foshan | csoportmérkőzés (B. csoport) | Japán női labdarúgó-válogatott–Egyesült Államok | John Toro Rendón          | 1 – 1       | 14 000 |
| 1991. november 21. | New Plaza Stadion, Foshan | csoportmérkőzés (A. csoport) | Kína–Új-Zéland                                  | Gyanu Raja Shresta        | 4 – 1       | 14 000 |
| 1991. november 24. | New Plaza Stadion, Foshan | egyik negyeddöntő            | Amerikai női labdarúgó-válogatott–Tajvan        | Omer Yengo                | 7 – 0       | 12 000 |
| 1991. november 30. | Tianhe Stadion, Kanton    | döntő                        | Norvégia–Amerikai női labdarúgó-válogatott      | Vadzim Dzmitrijevics Zsuk | 1 – 2       | 63 000 |